# Bródy Tamás
Bródy Tamás (Kolozsvár, 1913. január 24. – Budapest, 1990. június 10.) Liszt Ferenc-díjas magyar karmester, zeneszerző, érdemes művész. Felesége, Kiss Ilona színésznő (1924–2004) volt.

## Életpályája
Zenei készségét tanárnő édesanyjától, és karmester édesapjától, Bródy Miklóstól örökölhette. Négyesztendősen már felismerte a hangjegyeket, s ez arra bátorította édesapját, hogy intenzívebb zenei nevelésbe részesítse. 1920-ban B. Zsembery Elvira tanítványa lett Kolozsvárott, majd két év tanulást követően szüleivel Budapestre költöztek, ahol Kálmán József lett a tanára. 1924-ben ismét Zsembery veszi át a gyermek zenei képzését. Az ő javaslatára tér vissza Budapestre, ahol kellő felkészültséggel felvételt nyert a Zeneakadémiára. 
1929 és 1933 között a Zeneakadémián tanult zeneszerzést Kodály Zoltánnál, vezénylést Unger Ernőnél. 1935-ben a Budapesti Szimfonikus Zenekar vendégkarmestere lett. 1936 és 1941 között a Vígszínházban vezényelt. Ezután Bécsben, Bernben és Luzernben lépett fel mint karmester, a második világháború kitöréséig. 1947–1973 között a Fővárosi Operettszínház karmestereként működött. Egy ideig – 1957–1959 között – a Magyar Rádió Szimfonikus Zenekarát is vezényelte.
Zeneszerzői munkásságának eredményei főként filmzenék, rádióoperettek (Kulcs a lábtörlő alatt, Nílus-parti randevú) és színpadi zenék.
Első felesége Varjas (született Wahrmann) Anna volt (1936–1957).

## Színházi munkái
A Színházi Adattárban regisztrált bemutatóinak száma: zeneszerzőként: 9; karmesterként: 37.

### Zeneszerzőként
- Music Hall (1934, ( társzeneszerző Fényes Szabolcs )
- Éva a paradicsomban (1937, ( társzeneszerző Gyöngy Pál )
- Az Angol bank nem fizet (1938)
- Nincsenek véletlenek (1938, 1946) ( társzeneszerző: Gyöngy Pál )
- VIII. osztály (1947)
- Palotaszálló (1951) ( társzeneszerző: Kerekes János )
- Balkezes bajnok (1954)
- Köztünk maradjon (1958)
- Elfelejtett keringő (1972, Liszt Ferenc műveinek felhasználásával)

### Karmesterként
- Ábrahám Pál: Mese a Grand Hotelben (1936))  - Ábrahám Pál: 3:1 a szerelem javára (1936)
  - Hajós József: Dinomdánom (1933)
  - Krausz Mihály: Papucs (1933)
  - Kamjonkay István: Ide gyere, rózsám (1938)
  - Robert Planquette: Rip van Winkle (1949)
  - Kálmán Imre: Montmartre-i ibolya (1949)
  - Bródy Tamás: Palotaszálló (1951)
  - Jacques Offenbach: Orfeusz az alvilágban(1952)
  - Kerekes János: Állami áruház (1952)
  - Vincze Ottó: Boci-boci tarka (1953)
  - Fényes Szabolcs: Két szerelem (1954)
  - Kálmán Imre: Csárdáskirálynő (1954, 1961)
  - Csizmarek Mátyás: Balkezes bajnok (1955)
  - Kemény Egon-Maros: Valahol délen... (1956)
  - Farkas Ferenc: Vők iskolája (1958)
  - Tóth Miklós: Köztünk maradjon (1958)
| - Miljutyin: Nyugtalan boldogság (1959) - Offenbach: Szép Heléna (1959, 1968) - Suppé: Boccaccio (1961, 1964) - Ránki György: Hölgyválasz (1961) - Offenbach: Banditák (1962) - Lehár Ferenc: A mosoly országa (1962, 1969-1970) - Porter: Csókolj meg, Katám! (1963, 1966) - Kálmán Imre: Marica grófnő (1966) - Strauss: Egy éj Velencében (1967, 1969) - Herman: Hello, Dolly! (1968) - Bernstein: West Side Story (1969) - Fall: Pompadour (1970) - Mikszáth Kálmán: A Noszty fiú esete Tóth Marival (1971) - Jacobi Viktor: Sybill (1972) |

## Filmjei
- Hazugság nélkül (1946)
- Könnyű múzsa (1947; Horváth Jenővel)
- Janika (1949)
- A selejt bosszúja (1951)
- Civil a pályán (1952; Fényes Szabolccsal)
- Ifjú szívvel (1953)
- Kiskrajcár (1953)
- Péntek 13 (1953)
- Díszelőadás (1955)
- A csodacsatár (1956; Horváth Jenővel)
- Góól (1956)
- Denevér (1965)